# Uvariopsis
Uvariopsis, biljni rod porodice Annonaceae raširen po tropskoj Africi. Postoji 19 priznatih vrsta grmova i drveća rasprostranjenih po tropskoj Africi. Najnovioja vrsta otkrivena je i opisana 2022 godine i imenovana po glumcu Leonardu DiCapriu.

## Vrste
1. Uvariopsis bakeriana (Hutch. & Dalziel) Robyns & Ghesq.
2. Uvariopsis bisexualis Verdc.
3. Uvariopsis citrata Couvreur & Niang.
4. Uvariopsis congensis Robyns & Ghesq.
5. Uvariopsis congolana (De Wild.) R.E.Fr.
6. Uvariopsis dicaprio Cheek & Gosline
7. Uvariopsis dioica (Diels) Robyns & Ghesq.
8. Uvariopsis globiflora Keay
9. Uvariopsis guineensis Keay
10. Uvariopsis korupensis Gereau & Kenfack
11. Uvariopsis letestui Pellegr.
12. Uvariopsis lovettiana Couvreur & Q.Luke
13. Uvariopsis noldeae Exell & Mendonça
14. Uvariopsis sessiliflora (Mildbr. & Diels) Robyns & Ghesq.
15. Uvariopsis solheidii (De Wild.) Robyns & Ghesq.
16. Uvariopsis submontana Kenfack, Gosline & Gereau
17. Uvariopsis tripetala (Baker f.) G.E.Schatz
18. Uvariopsis vanderystii Robyns & Ghesq.
19. Uvariopsis zenkeri Engl.